# Bińcze (gromada)
Bińcze – dawna gromada, czyli najmniejsza jednostka podziału terytorialnego Polskiej Rzeczypospolitej Ludowej w latach 1954–1972.
Gromady, z gromadzkimi radami narodowymi (GRN) jako organami władzy najniższego stopnia na wsi, funkcjonowały od reformy reorganizującej administrację wiejską przeprowadzonej jesienią 1954 do momentu ich zniesienia z dniem 1 stycznia 1973, tym samym wypierając organizację gminną w latach 1954–1972.
Gromadę Bińcze z siedzibą GRN w Bińczu utworzono – jako jedną z 8759 gromad na obszarze Polski – w powiecie człuchowskim w woj. koszalińskim na mocy uchwały nr 43/54 WRN w Koszalinie z dnia 5 października 1954. W skład jednostki weszły obszary dotychczasowych gromad Biernatka i Olszanowo ze zniesionej gminy Łoża oraz obszar dotychczasowej gromady Bińcze ze zniesionej gminy Cierznie  w tymże powiecie. Dla gromady ustalono 9 członków gromadzkiej rady narodowej.
31 grudnia 1959 z gromady Bińcze wyłączono: a) wieś Biernatka, włączając ją do gromady Wyczechy i b) wieś Olszanowo, włączając ją do gromady Rzeczenica – w tymże powiecie, po czym gromadę Bińcze  zniesiono, a jej (pozostały) obszar włączono do gromady Barkowo tamże.